# Olympische Sommerspiele 1996/Teilnehmer (Kuwait)
| Gelbes Symbol für Goldmedaillen mit stilisierten Olympischen Ringen | Graues Symbol für Silbermedaillen mit stilisierten Olympischen Ringen | Braundes Symbol für Bronzemedaillen mit stilisierten Olympischen Ringen |
| ------------------------------------------------------------------- | --------------------------------------------------------------------- | ----------------------------------------------------------------------- |
| —                                                                   | —                                                                     | —                                                                       |

Kuwait nahm an den Olympischen Sommerspielen 1996 in Atlanta, USA, mit einer Delegation von 25 Sportlern (allesamt Männer) teil.

## Teilnehmer nach Sportarten

### Fechten
- Abdul Muhsen Ali
Florett, Einzel: 42. Platz

### Gewichtheben
- Redha Shaaban
I. Schwergewicht: 26. Platz

### Handball
- Herrenteam
12. Platz

- Kader
Abbas al-Harbi
Abdul Ridha al-Boloushi
Adel al-Kahham
Bandar al-Shammari
Ismael Shah al-Zadah
Khaldoun al-Khashti
Khaled al-Mulla
Mishal al-Ali
Naser al-Otaibi
Qaied al-Adwani
Salah al-Marzouq
Salem al-Marzouq

### Judo
- Saleh al-Sharrah
Leichtgewicht: 17. Platz

- Mohamed Bu Sakher
Halbschwergewicht: 31. Platz

### Leichtathletik
- Hamed Habib Sadeq
100 Meter: Vorläufe

### Schießen
- Fehaid al-Deehani
Trap: 20. Platz
Doppel-Trap: 10. Platz

- Abdullah al-Rashidi
Skeet 42. Platz

### Schwimmen
- Thamer al-Shamroukh
200 Meter Freistil: 43. Platz

- Fahad al-Otaibi
100 Meter Rücken: 49. Platz

- Sultan al-Otaibi
100 Meter Brust: 45. Platz
200 Meter Lagen: 37. Platz

### Tischtennis
- Dukhail al-Habashi
Einzel: 49. Platz

### Wasserspringen
- Ali al-Hasan
Kunstspringen: 33. Platz

- Abdul al-Matrouk
Turmspringen: 38. Platz